# Kava Patera
La Kava Patera è una struttura geologica della superficie di Io.